# Crisis constitucional kiribatiana de 2022
Una crisis constitucional kiribatiana de 2022 comenzó cuando el gabinete de Kiribati suspendió a dos de sus jueces de la Corte. El juez del Tribunal Superior David Lambourne fue suspendido en mayo de 2022, mientras que el presidente del Tribunal Supremo, Bill Hastings, fue suspendido el 30 de junio de 2022; ambos por supuestas acusaciones de mala conducta.

## Antecedentes
En febrero de 2020, David Lambourne dejó Kiribati para asistir a una conferencia en Australia, sin embargo, quedó varado debido a la pandemia de COVID-19. El gobierno de Kiribati intentó entonces impedir que Lambourne asumiera su puesto en Tarawa cesando su salario, negándose a emitir un permiso de trabajo en curso o permitiéndole abordar un vuelo de repatriación. En noviembre de 2021, un fallo judicial del presidente del Tribunal Supremo, Bill Hastings, anuló las acciones del gobierno, declarándolas inconstitucionales. En respuesta, la Fiscal General Tetiro Semilota reiteró la decisión de su gobierno de remover a Lambourne de su cargo. El 1 de agosto de 2022, Lambourne regresó con una visa de viaje a su familia de Kiribati y a su esposa Tessie Lambourne, quien actualmente es la líder de la oposición.

## Eventos
En mayo de 2022, el juez del Tribunal Superior David Lambourne fue suspendido por acusaciones de mala conducta. En respuesta, presentó un desafío legal que se presentó al Presidente del Tribunal Supremo Bill Hastings el 30 de junio de 2022. Sin embargo, en lugar de escuchar el caso, Hastings leyó una carta del gobierno de Kiribati en la que afirmaba que él también había sido suspendido con «efecto inmediato».
El 11 de agosto de 2022, la crisis se intensificó cuando el gobierno intentó deportar a Lambourne a pesar de una orden del Tribunal de Apelación de que no debía ser expulsado del país. El gobierno dijo que Lambourne había «violado las condiciones de su visa de visitante y representaba un riesgo para la seguridad». La deportación llevó a un enfrentamiento de tres horas entre funcionarios de inmigración y un piloto de Fiji Airways que se negó a abordar Lambourne en contra de su voluntad. Luego fue puesto en detención sin su pasaporte antes de ser puesto en libertad bajo fianza por otra decisión del Tribunal de Apelación.